# Royal Foundation of St Katharine

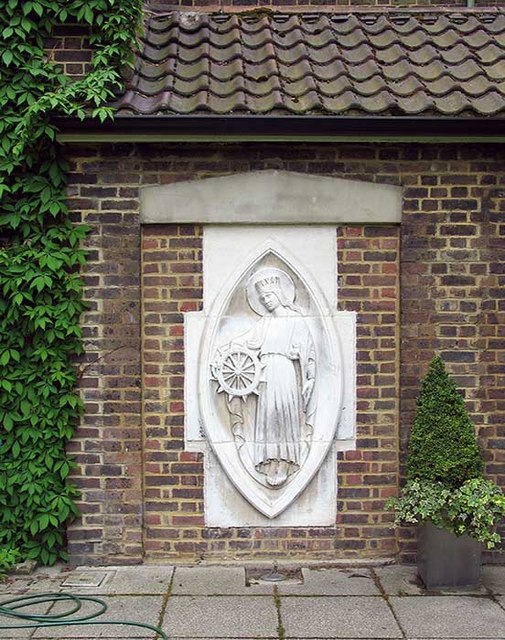
Katharinenstatue am heutigen Standort

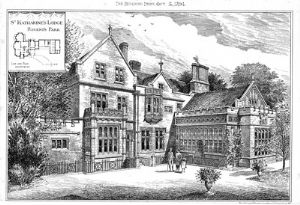
St Katharine’s im Regents Park, 1894

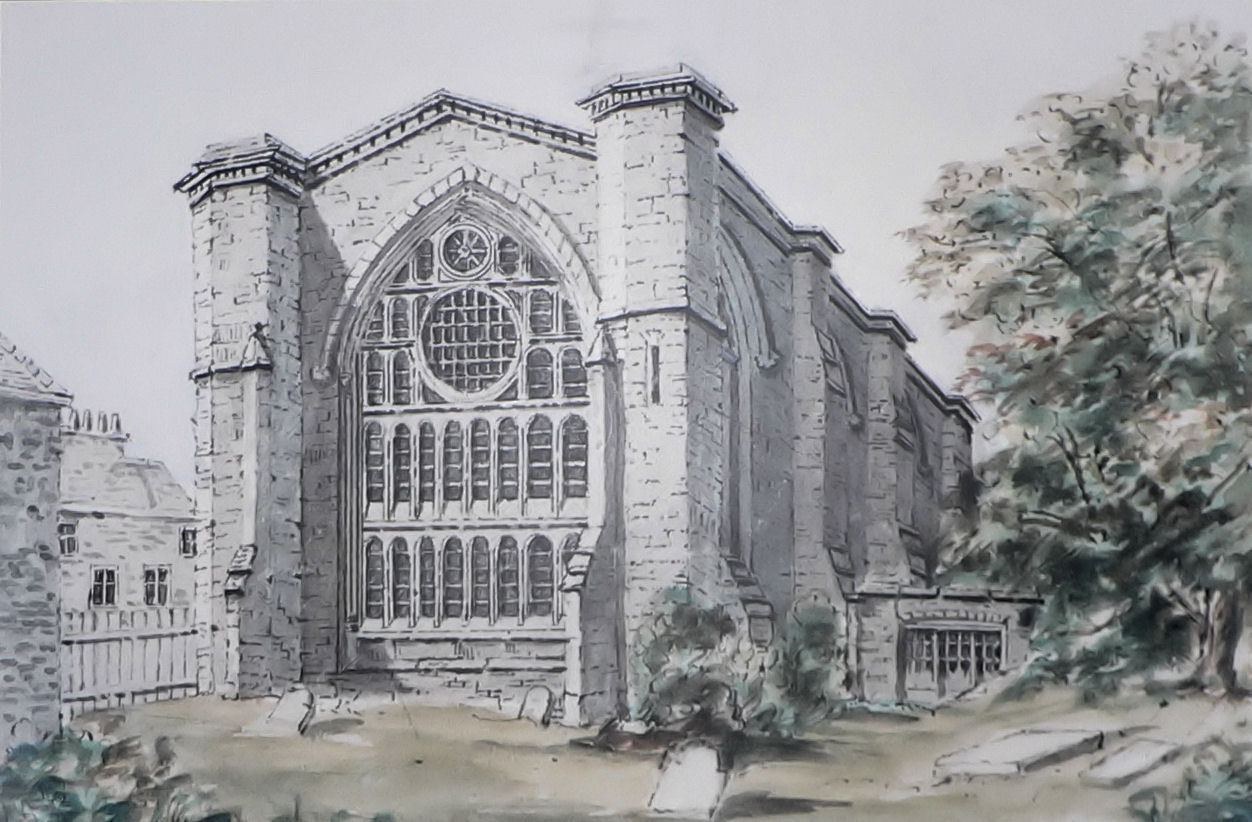
Eines der Stiftungsgebäude am Originalstandort im frühen 19. Jahrhundert

Die Royal Foundation of St Katharine ist eine Stiftung in London. Sie geht auf eine Widmung von Königin Matilda aus dem Jahr 1146 zurück und befindet sich seitdem unter der Schirmherrschaft der englischen Königinnen. Heute residiert sie in der Butcher Row im Londoner Eastend an der Stelle der ehemaligen St James’s Church. Die Royal Foundation ist weiterhin eine anglikanische Gemeinschaft, deren Mitglieder sich um Seelsorge und Sozialarbeit kümmern.
Auf den Ländereien der Stiftung, die unmittelbar östlich der Grenze der City of London lagen, siedelten sich im Laufe der Jahrhunderte mehrere tausend Menschen im Precinct of St Katharine an. Für den Bau der St Katharine Docks im Jahr 1825 mussten Bewohner und Krankenhaus das Gelände räumen. Während die meisten Bewohner keinerlei Entschädigung erhielten, und der Stiftung war es möglich, neue Gebäude im Regent’s Park zu errichten. Nach dem Zweiten Weltkrieg kehrte die Stiftung wieder ins Eastend zurück.